# Étienne Nogaret
Pour les articles homonymes, voir Nogaret.
Étienne Nogaret, né le 6 mars 1726 aux Salces et mort le 30 mars 1804, fut l'évêque constitutionnel de la Lozère durant les troubles de la Révolution française, avant le concordat de 1801. Il assuma ce rôle de 1791 à 1794.

## Biographie
Lorsque la Révolution française se répand dans le royaume de France, l'évêque de Mende est Jean-Arnaud de Castellane. Ce dernier refuse de prêter serment devant la constitution. Une collège électoral nomme donc sur le siège de saint Privat un prêtre de La Canourgue, Étienne Nogaret. Il est sacré à Paris le 8 mai 1791. Une sorte de schisme se met alors en place dans le Gévaudan, l'évêque de Castellane s'étant retiré dans le château de Chanac. Finalement, ce dernier fuit vers Paris, où il est capturé et exécuté le 9 septembre 1792. Avec lui meurt ainsi le dernier comte de Gévaudan.
Alors que les églises de la Lozère (département créé en remplacement du Gévaudan) se transforment en temples de la déesse raison, l'évêque constitutionnel peine à faire l'unanimité. C'est sans doute pour cela qu'à partir 1794 il n'est plus considéré comme évêque. 
Le siège épiscopal reste ainsi vacant jusqu'au concordat de 1801. En 1802, un nouvel évêque est nommé, Jean-Baptiste de Chabot. Il a à sa charge les deux diocèses de Mende et Viviers.
Durant toute cette période de trouble, et le « schisme » qui se déroula dans le diocèse de Mende, la charge spirituelle fut confiée à Abbon Bonnel de la Brageresse, lequel devint vicaire général de Jean-Baptiste de Chabot, avant d'être élevé au rang d'évêque de Viviers.
Entre-temps, en 1804, Étienne Nogaret s'éteint dans un relatif anonymat.

## Sources et références
1. ↑  Gabalum Christianum ou recherche historico-critiques sur l'église de Mende, JBE Pascal, p. 274